# Aleksandr Tarchanov
Aleksandr Fëdorovič Tarchanov (in russo Александр Фёдорович Тарханов?; Aqsaj, 26 settembre 1954) è un allenatore di calcio ed ex calciatore sovietico dal 1991 russo, di ruolo attaccante.
È stato nel 1996 presidente del CSKA Mosca.

## Carriera

### Calciatore

#### Club
Ha cominciato la sua carriera nell'A. Krasnoyarsk, con cui ha disputato la Vtoraja Liga, terza serie del campionato sovietico di calcio.
Nel 1974 si è trasferito allo SKA-Chabarovsk, sempre in terza serie.
Nel 1976 ha fatto il salto in massima serie al CSKA Mosca, dove è rimasto per 9 stagioni, fino al 1984.
Dopo un anno in terza serie allo SKA Odessa, ha chiuso la carriera con due stagioni in seconda serie con lo SKA Rostov.

#### Nazionale
Ha disputato sei gare con la nazionale sovietica tra il 1976 e il 1983, senza mettera a segno reti.

## Statistiche

### Cronologia presenze e reti in nazionale
| Cronologia completa delle presenze e delle reti in nazionale ― Unione Sovietica | Cronologia completa delle presenze e delle reti in nazionale ― Unione Sovietica | Cronologia completa delle presenze e delle reti in nazionale ― Unione Sovietica | Cronologia completa delle presenze e delle reti in nazionale ― Unione Sovietica | Cronologia completa delle presenze e delle reti in nazionale ― Unione Sovietica | Cronologia completa delle presenze e delle reti in nazionale ― Unione Sovietica | Cronologia completa delle presenze e delle reti in nazionale ― Unione Sovietica | Cronologia completa delle presenze e delle reti in nazionale ― Unione Sovietica |
| Data                                                                            | Città                                                                           | In casa                                                                         | Risultato                                                                       | Ospiti                                                                          | Competizione                                                                    | Reti                                                                            | Note                                                                            |
| ------------------------------------------------------------------------------- | ------------------------------------------------------------------------------- | ------------------------------------------------------------------------------- | ------------------------------------------------------------------------------- | ------------------------------------------------------------------------------- | ------------------------------------------------------------------------------- | ------------------------------------------------------------------------------- | ------------------------------------------------------------------------------- |
| 28-11-1976                                                                      | Buenos Aires                                                                    | Argentina                                                                       | 0 – 0                                                                           | Unione Sovietica                                                                | Amichevole                                                                      | -                                                                               |                                                                                 |
| 1-12-1976                                                                       | Rio de Janeiro                                                                  | Brasile                                                                         | 2 – 0                                                                           | Unione Sovietica                                                                | Amichevole                                                                      | -                                                                               |                                                                                 |
| 20-3-1977                                                                       | Tunisi                                                                          | Tunisia                                                                         | 0 – 3                                                                           | Unione Sovietica                                                                | Amichevole                                                                      | -                                                                               | 79’                                                                             |
| 15-10-1980                                                                      | Mosca                                                                           | Unione Sovietica                                                                | 5 – 0                                                                           | Islanda                                                                         | Qual. Mondiali 1982                                                             | -                                                                               |                                                                                 |
| 4-12-1980                                                                       | Mar del Plata                                                                   | Argentina                                                                       | 1 – 1                                                                           | Unione Sovietica                                                                | Amichevole                                                                      | -                                                                               | 70’                                                                             |
| 9-10-1983                                                                       | Mosca                                                                           | Unione Sovietica                                                                | 2 – 0                                                                           | Polonia                                                                         | Qual. Euro 1984                                                                 | -                                                                               | 46’                                                                             |
| Totale                                                                          |                                                                                 | Presenze                                                                        | 6                                                                               |                                                                                 | Reti                                                                            | 0                                                                               |                                                                                 |

### Statistiche da allenatore

#### Club
| Stagione  | Squadra | Campionato | Campionato | Campionato | Campionato | Campionato | Coppe nazionali | Coppe nazionali | Coppe nazionali | Coppe nazionali | Coppe nazionali | Totale | Totale | Totale | Totale | % Vittorie |
| Stagione  | Squadra | Comp       | G          | V          | N          | P          | Comp            | G               | V               | N               | P               | G      | V      | N      | P      | %          |
| --------- | ------- | ---------- | ---------- | ---------- | ---------- | ---------- | --------------- | --------------- | --------------- | --------------- | --------------- | ------ | ------ | ------ | ------ | ---------- |
| 2010      | Chimki  | PD         | 20         | 7          | 8          | 5          | CR              | 0               | 0               | 0               | 0               | 20     | 7      | 8      | 5      | 35,00      |
| 2011-2012 | Chimki  | PFNL       | 6          | 3          | 1          | 2          | CR              | 0               | 0               | 0               | 0               | 6      | 3      | 1      | 2      | 50,00      |
| 2012-2013 | Chimki  | PFNL       | 4          | 0          | 1          | 3          | CR              | 0               | 0               | 0               | 0               | 4      | 0      | 1      | 3      | &0,00      |

## Palmarès

### Allenatore
- Campionato uzbeko: 1

Paxtakor: 1992